# Batis de Woodward
La batis de Woodward (Batis fratrum) és un ocell de la família dels platistèirids (Platysteiridae).

## Hàbitat i distribució
Habita la selva pluvial, clars i matolls de les terres baixes del sud-est de Zimbabwe, centre i nord-est de Moçambic, Malawi i l'extrem est de Sud-àfrica al Natal.